# Attualizzazione
In finanza il termine attualizzazione indica il processo finanziario che consente di stabilire oggi il valore attuale di un capitale che ha come naturale scadenza una data futura; tramite l'applicazione di un tasso di sconto si può arrivare ad identificare un'equivalenza finanziaria tra due capitali che hanno scadenze diverse nel tempo. Lo sconto o interesse passivo deve essere tale che, capitalizzando la somma che otteniamo oggi allo stesso tasso che lo sconto ci offre, dobbiamo arrivare ad ottenere il medesimo capitale dal quale eravamo partiti e avere reciproca soddisfazione da entrambe le parti.
Le ragioni principali per cui un flusso di cassa o una serie di flussi di cassa futuri sono attualizzati sono legate essenzialmente al costo opportunità del capitale: 1000 euro riscossi tra due anni valgono in realtà meno che al tempo presente, perché avere 1000 euro subito rappresenta una condizione economico-finanziaria migliore, in quanto è possibile utilizzarli eventualmente per ricavare nuovi capitali utili attraverso varie forme possibili di investimento, oppure semplicemente per spenderli. Perciò è necessario dunque scalare, ovvero scontare, il capitale o ciascun flusso di cassa futuro stimato per un opportuno fattore di sconto, che è calcolato a partire dal tasso di sconto, e che è tanto maggiore quanto più il flusso di cassa da scontare/attualizzare è lontano nel tempo dal tempo presente. Intimamente basato sul concetto di attualizzazione è ad esempio il concetto di valore attuale netto di un investimento.
Il processo opposto cioè la valutazione al tempo futuro {\displaystyle t_{i}} di un capitale allo stato attuale {\displaystyle t_{0}} è detto capitalizzazione.

## Formula per l'attualizzazione
Nel calcolo dell'attualizzazione di una somma di denaro in capitalizzazione composta, la formula è la seguente:
{\displaystyle M(t)\ =V_{a}=M\cdot 1/\left(1+i\right)^{t}}
Legenda:
- Va: Valore attuale
- M: montante (capitale + interessi)
- i: tasso di interesse
- t: tempo di attualizzazione

Attualizzazione è anche il processo di traslare somme future di denaro o risultati (ad esempio anni di vita) nel loro valore presente.